# Ricardo Pedriel
Ricardo Pedriel Suárez (Santa Cruz de la Sierra, 19 januari 1987) is een Boliviaanse voetballer die bij voorkeur als aanvaller speelt. Hij verruilde in 2014 Club Bolivar voor Mersin İdman Yurdu.

## Clubcarrière
Pedriel begon in 2006 aan zijn voetbalcarrière bij de Boliviaanse club Wilstermann. Hij speelde daar tot 2008 en verhuisde daarna naar Steaua Boekarest. Daar kreeg hij niet veel kansen om te spelen. Hij werd verhuurd aan de Turkse toenmalige tweedeklasser Giresunspor. In 2010 nam Sivasspor hem over van Steaua Boekarest. Drie seizoenen lang was Pedriel een basisspeler bij Sivasspor. In het seizoen 2013/14 keerde hij terug naar eigen land, waar hij bij Club Bolivar tien wedstrijden in het Boliviaanse competitieseizoen speelde. Voor het seizoen 2014/15 tekende Pedriel terug in Turkije een contract bij Mersin İdman Yurdu. In zijn eerste jaar bij de club speelde hij 24 competitiewedstrijden, waarin hij eenmaal trefzeker was.

## Interlandcarrière
Pedriel maakte zijn debuut in het Boliviaans voetbalelftal in februari 2008 een vriendschappelijke wedstrijd tegen Peru. Hij maakte in deze oefeninterland het eerste doelpunt; Bolivia won met 2–1. Pedriel maakte zijn tweede interlanddoelpunt op 28 maart 2011 in een oefeninterland tegen Guatemala (1–1), een wedstrijd ter voorbereiding op de Copa América 2011. Hij werd opgenomen in de selectie voor dat toernooi en speelde één duel, de met 2–0 verloren groepswedstrijd tegen Colombia. Pedriel werd na een WK-kwalificatiewedstrijd in juni 2012 ruim twee jaar lang niet opgeroepen voor het nationaal elftal, totdat hij in juni 2015 weer bij de ploeg werd gehaald voor de Copa América 2015 in Chili. Op het toernooi kwam hij in alle vier wedstrijden in actie, waaronder de op 25 juni van Peru verloren kwartfinale.